# Pommersches Wörterbuch
Das Pommersche Wörterbuch (PWB) ist ein großlandschaftliches Mundartwörterbuch, das den niederdeutschen Wortschatz der ehemaligen preußischen Provinz Pommern (in den Grenzen von 1936) dokumentiert.

## Charakteristik
Das PWB ist ein wissenschaftliches, semasiologisches Wörterbuch, das heute auf zwei Bände angelegt ist. Gegenüber der ursprünglichen Intention musste der Umfang somit auf etwa die Hälfte reduziert werden. Daher steht der mundartliche Allgemeinwortschatz des 20. Jahrhunderts im Mittelpunkt des Interesses, und das Wörterbuch wurde als »Ergänzungswörterbuch« zum siebenbändigen Mecklenburgischen Wörterbuch umkonzipiert.

## Geschichte
1925 gründete Wolfgang Stammler an der Universität Greifswald das PWB mit dem Ziel, ein mehrbändiges großlandschaftliches Mundartwörterbuch für die Provinz Pommern zu erarbeiten.
Danach begann eine intensive Sammeltätigkeit. Als Vorarbeiten erschienen zwischen 1928 und 1937 mehrere Ortsmonographien. 1934 publizierte Kurt Mischke die erste lautgeographische Karte von Pommern. Fast das gesamte Wortarchiv ging aber in den Nachkriegswirren verloren.
Unmittelbar danach begannen neue Erhebungen unter der Leitung von Hans-Friedrich Rosenfeld. Für das ehemalige Hinterpommern bestand dabei nur noch die Möglichkeit, Vertriebene zu befragen. 1948 übernahm die Deutsche Akademie der Wissenschaften zu Berlin das PWB, doch 1969 wurde die Arbeit aus politischen Gründen eingestellt. Gleichwohl ergänzten engagierte Mitarbeiter und Greifswalder das Quellenmaterial auch in der Folgezeit.
Erst 1992 konnte eine neue Arbeitsstelle bei der Sächsischen Akademie der Wissenschaften zu Leipzig eingerichtet werden. Seit 1999 gehört das PWB zur Universität Greifswald. Herausgeberin war seit 1992 Renate Herrmann-Winter, seit 2007 zusammen mit Matthias Vollmer, der im April 2014 auch die Leitung des Wörterbuchs und seit 2015 die alleinige Herausgeberschaft übernommen hat.